# Diocesi di Dobero
La diocesi di Dobero (in latino Dioecesis Doberitana) è una sede soppressa e sede titolare della Chiesa cattolica.

## Storia
Dobero, identificabile con Doirani nel nord della Grecia, è un'antica sede vescovile della provincia romana della Macedonia Prima nella diocesi civile omonima, suffraganea dell'arcidiocesi di Tessalonica. La diocesi non è menzionata in nessuna antica Notitia Episcopatuum.
Sono due i vescovi noti di questa sede: Geronzio partecipò al concilio di Sardica tra il 343 ed il 344; Eusebio fu tra i padri del cosiddetto brigantaggio di Efeso del 449 e del concilio di Calcedonia nel 451.
Raymond Janin aggiunge anche il vescovo Luciano, che assistette al concilio di Efeso nel 431. La fonte di riferimento è la Sacrorum Conciliorum nova et amplissima collectio di Giovanni Domenico Mansi, che riporta la dicitura Luciano Topirensi Thraciae Studi più recenti attribuiscono Luciano alla sede di Toperos, antico nome di Rusio.
Dal XVIII secolo Dobero è annoverata tra le sedi vescovili titolari della Chiesa cattolica; la sede è vacante dal 5 agosto 1971.

## Cronotassi

### Vescovi greci
- Geronzio † (menzionato nel 343/344)
- Eusebio † (prima del 449 - dopo il 451)

### Vescovi titolari
- Richard Challoner † (12 settembre 1739 - 12 gennaio 1781 deceduto)
- Auguste Gauthier, M.E.P. † (16 giugno 1921 - 12 maggio 1927 deceduto)
- Joseph-Omer Plante † (23 giugno 1927 - 5 aprile 1948 deceduto)
- Antonio José Plaza † (16 maggio 1950 - 28 agosto 1953 nominato vescovo di Azul)
- Justin Joseph McCarthy † (27 marzo 1954 - 27 gennaio 1957 nominato vescovo di Camden)
- Jan Fondaliński † (3 giugno 1957 - 5 agosto 1971 deceduto)